# Abbotsholme School
Abbotsholme School, fondée en 1889 par Cecil Reddie, fut la première des écoles nouvelles anglaises.